# Jean de Steenhouwer
Jean de Steenhouwer fut le 18e abbé de l'établissement prémontré fondé en 1129 dans le duché de Brabant, près de Louvain, et qui subsiste toujours en 2021, en Belgique, à Heverlee, dans le Brabant flamand.
Ce dignitaire religieux administra l'abbaye de Parc de 1339 jusqu'à sa mort, le 17 juin 1342 ou le 27 juillet 1342. Il est à l'origine de la chapelle Notre-Dame érigée à Lubbeek en 1341, chapelle qui a bénéficié d'une grande dévotion de la part des fidèles.

## Chronologie
Jean de Steenhouwer est né à Vinckenbosch, village ancien que recouvre l'abbaye actuelle. Il est de la famille de son prédécesseur  Henri de Redinghen. Il devient le prévôt du monastère de l'Ile-Duc vers 1314 puis l'abbé de l'abbaye de Parc en 1339. Il meurt le 17 juin 1342 ou le 27 juillet 1342 et est inhumé au chapitre, à droite en y entrant,.

## Abbatiat
Sous l'administration de l'abbé Jean de Steenhouwer, on donne naissance à la construction de la chapelle Notre-Dame à Lubbeek, en fonction de circonstances relatées dans les archives de l'abbaye de Parc.
Ces archives rapportent qu'en 1341 se trouvait à Lubbeek un chevalier du nom de Jean de Crewinckel, seigneur de Dunberghen, qu'il avait deux filles qui eurent très tôt une grande dévotion pour la Sainte Vierge,. La mort emporta les deux filles le même jour, leur corps devant être acheminés au village voisin de Binckom, mais un orage accompagné d'une pluie torrentielle arrêta le convoi funèbre. Les deux cercueils furent déposés sous deux énormes chênes, et quand la tempête eut cessé, une vision pénétra le chevalier pour que d'une part il les enterre à cet endroit même, et pour qu'il érige d'autre part là un sanctuaire en l'honneur de la Vierge. Il entreprit effectivement de réaliser ce projet peu de temps après,.

## Postérité

### Indication posthume
Dans son ouvrage cité plus bas, J.E. Jansen accompagne la chronologie de l'abbé Jean de Steenhouwer d'une indication en latin le concernant, et qu'un outil informatique traduit en ces termes : « En se référant à Henri, son prédécesseur, et par son comportement, il fait preuve de fraternité. »

### Pierre funéraire
La pierre funéraire de l'abbé Jean de Steenhouwer porte une longue inscription en latin :
| Vinckenbosch natus abbas jacet hic tumulatus,  |
| Incisor lapidis dictus nomenque Joannes,       |
| Transiit e vivis post annos mille trecentos    |
| Dum conjunguntur jam dictis bina vicena        |
| Atque duo, quintoe julii decimoe que kalendoe. |
| Huc homo volveris, tandem cognosce viator      |
| Nunc memorare tui, nam quod es, ipse fui.      |

## Armes de l'abbé

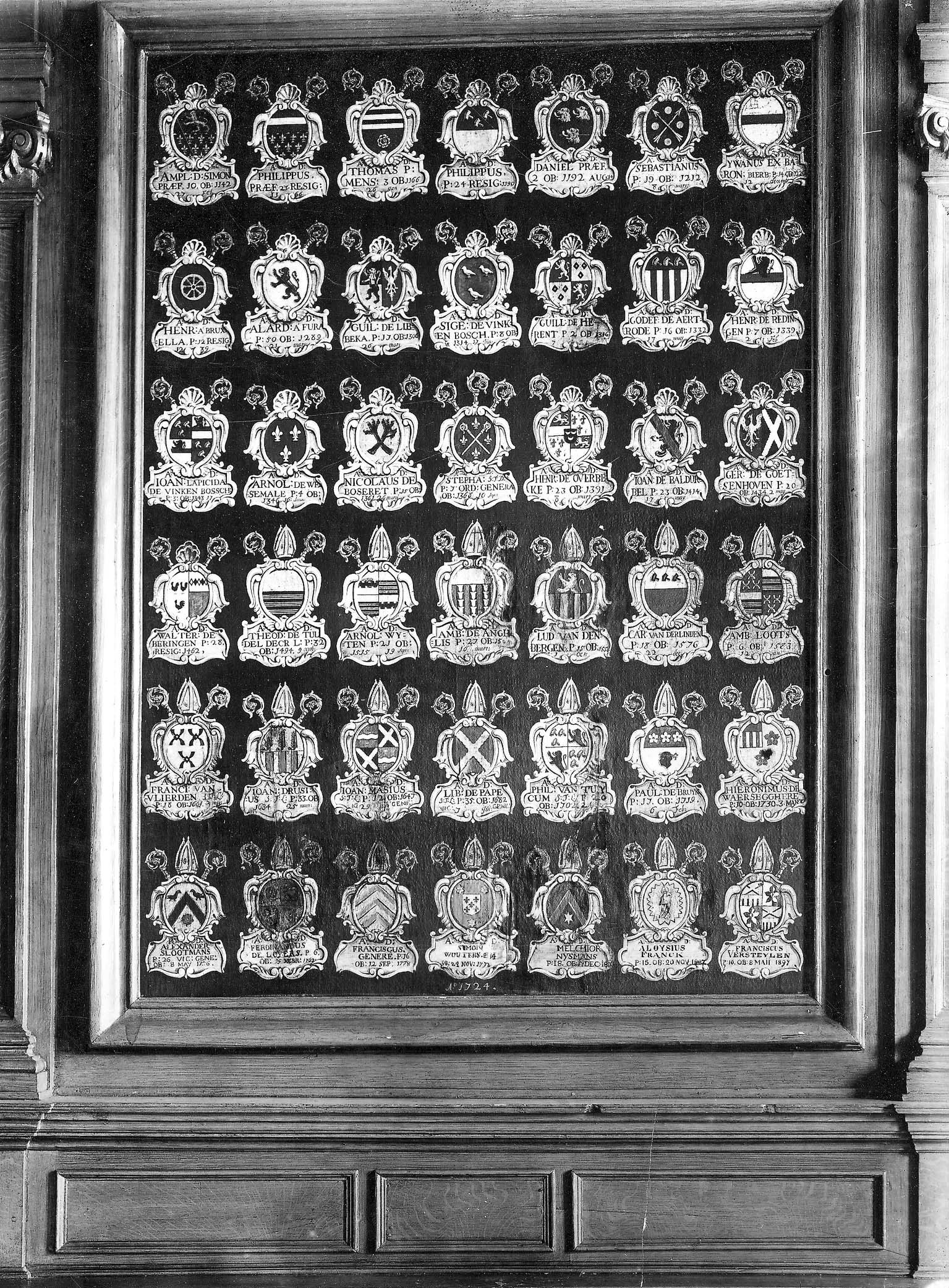
Armes des abbés de Parc (1724).

Le blasonnement des armes de l'abbé Jean de Steenhouwer est : écartelé, au 1 et 4 d'azur à trois maillets d'or posés en bande, au 2 et 3 d'argent à la fasce de gueules, sommée d'un lion issant, de sable, armé et lampassé de gueules. Ce blason apparaît sur le tableau des armes des abbés de Parc qui existe au sein de l'abbaye de Parc. Il figure aussi dans l'armorial des abbés de Parc.
J.E. Jansen fait état d'un blasonnement fautif pour ces armes, puisque, dans son ouvrage, il indique : écartelé, au 1 et 4 d'azur à trois maillets d'or, placés 2 et 1, au 2 et 3 d'argent à la fasce de gueules, accompagnée d'un lion naissant de sable armé et lampassé de gueules naissant du bord inférieur de la fasce.